# 青山脳病院

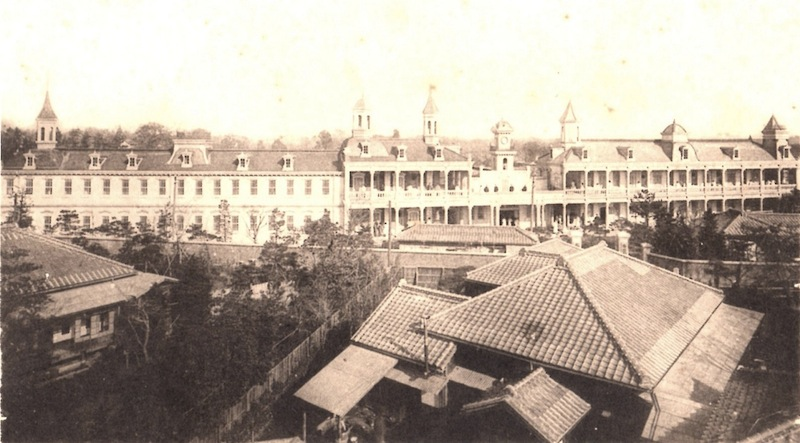
青山脳病院（1907年）

青山脳病院（あおやまのうびょういん）は、かつて東京の青山に所在した精神科病院である。1907年（明治40年）に開院すると「ローマ式建築」の威容が地元の名物となり、昭和時代に医師で歌人の斎藤茂吉が院長を務めたことでも知られる。

## 歴史

### 前史
1891年（明治24年）、医師の斎藤紀一が東京の浅草に開設した「浅草医院」が起源である。ついで紀一は1899年（明治32年）、神田に「東都病院」を設立。1903年（明治36年）、東都病院を「帝国脳病院」と改称するとともに、青山の地に新病院の建設に着手した。

### 開院
青山脳病院は、1907年（明治40年）9月、東京市赤坂区青山南町五丁目に開設された。敷地面積は約4,500坪で、建物は前面に円柱が並び、屋根に複数の尖塔が立ち、正面玄関の上に時計塔を備え、本館の外壁や塀から浴場まですべてに赤レンガが使用されて「ローマ式建築」と称された。当時は野原の地に竣工した建物の威容により青山の名所となった。

### 失火による焼失

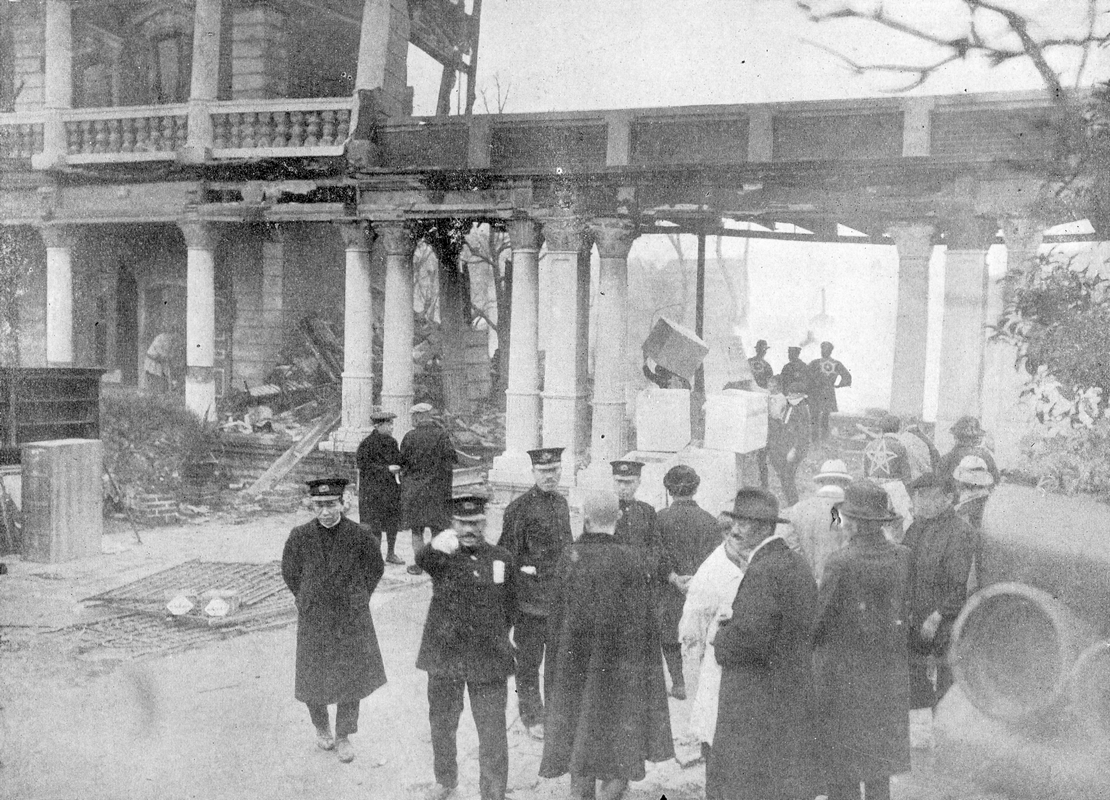
青山脳病院の火災跡

1924年（大正13年）12月29日に全焼して20名の患者が焼死したが、院長で経営者の紀一は先年の衆議院議員総選挙で資金の多くを失い、火災保険も失効しており、病院の再建は資金的に困難であった。
このころは病院周辺も市街地として繁華になり、精神病院の再建に近隣住民の反対が強く、病院の土地は借地で地主から土地の返還が要求された。当時は警察が衛生行政を担当していたが、警視庁も精神病院の建設は郊外でなくては不許可の方針で、青山脳病院の再建は青山からの移転を免れなかった。
1925年（大正14年）5月ごろに松澤村松原へ移転を決定し、もとの青山の地に小規模な脳外科の診療所を再建した。これよりのち、松原の病院は「青山脳病院 本院（松澤本院）」、青山の診療所は「青山脳病院 分院（青山分院）」と呼ばれた。

### 移転後の本院（松原）
移転先は松沢村松原の約8,500坪の借地で、開通当初の玉川電車下高井戸線山下駅から至近で周囲は一面の麦畑であった。警視庁の許可が下り、旧青山脳病院の火災焼失から約1年半後の1926年（大正15年）4月7日に正式に開業した。郊外へ移転したが、病院名は引き続き「青山」の名称が冠された。
新病院は、精神病患者300名以上を収容する大規模な8病棟で構成された。院長職は引き続き斎藤紀一が務めたが、患者の逃走、放火未遂、器物損壊などの問題が相次いで紀一は所轄の世田谷署にしばしば出頭を命じられ、のちに警視庁から院長の更迭を要求されて1927年（昭和2年）4月25日に婿養子の斎藤茂吉が新院長に就任した。
太平洋戦争中の1942年（昭和17年）10月に入院患者の放火により発災し、「第4病棟」の1階を全焼して女性患者1名が死亡した。この火災の直後、管理者は茂吉からその長男の斎藤茂太に交代している。
戦争の長期化につれて人員や資材が不足して経営が困難で、茂吉は老いと診療の限界を自覚したことから、松沢病院被災時の予備として打診したのちに東京都へ移譲し、自身は山形の郷里へ疎開した。1945年（昭和20年）5月18日に「東京都立松沢病院 梅ヶ丘分院」となったが、1週間後の5月25日にアメリカ軍の空襲で半焼した。
松沢病院梅ヶ丘分院は1952年（昭和27年）に「東京都立梅ヶ丘病院」として独立し、2010年（平成22年）の閉院まで小児精神病院として診療した。

### 再建後の分院（青山）
青山脳病院を焼失後は郊外の松原で再建するまで、焼け跡のバラックを仮診療所として診療を続けたが、当地で精神病院を再建しない旨の地主との約束に従いバラックを壊し、1929年（昭和4年）に診療所と茂吉と家族のための居宅のみを建設した。
診療所は脳神経科を標榜して形式上は精神病院ではなく、入院許可患者は30名までに規定された。建物は中庭のある方形の二階建てで、1階に10病室、2階に特別病室を設け、玄関に円形の車廻しを備え、鉄筋作りのクリーム色のガレージやアオキの植え込みを配した瀟洒な作りであった。
芥川龍之介は斎藤茂吉の知己で患者でもあったが、茂吉の元で受診中の1927年（昭和2年）7月に服毒自殺した。芥川の作品に青山脳病院とみられる病院が描かれている。
1945年（昭和20年）5月25日にアメリカ軍の東京大空襲で被災して全焼した。茂吉の子息の北杜夫が『楡家の人びと』に当時の惨状を詳しく記している。

### 跡地

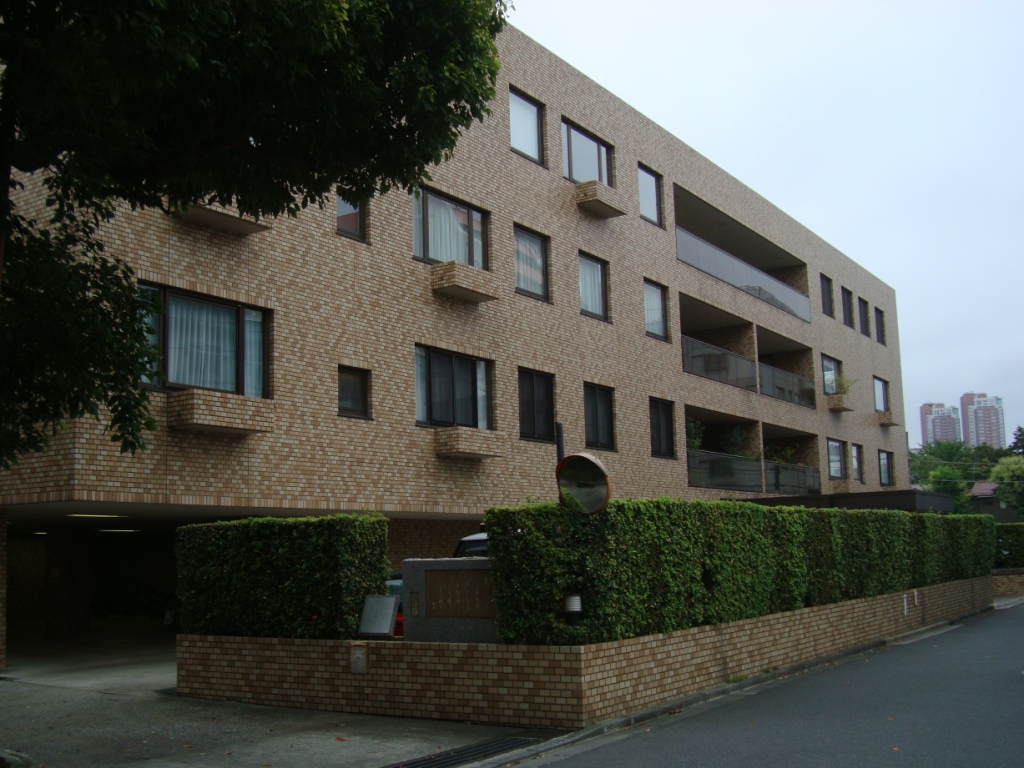
青山脳病院跡地
（2011年、東京・青山）

青山脳病院の発祥地で青山分院の跡地である港区南青山4丁目は、王子製紙の関連会社が所有して運営するマンションとなっており、入口付近に青山脳病院を記念した斎藤茂吉の歌碑が設置されている。

## 後継病院
青山脳病院の流れをくむ病院として、東京都府中市浅間町の斎藤病院が2024年現在も存続している。
1946年（昭和21年）、斎藤茂太は世田谷区代田に「斎藤神経科」を開設した（ただし、この時点では「神経科」は正式な標榜科ではない）。1950年（昭和25年）11月、新宿区四谷にあらためて「斎藤神経科」が設立された。
一方、1939年（昭和14年）、精神科医の宇田倹一が北多摩郡多磨村蛇窪（現・府中市浅間町）に「宇田病院」を設立した。これを1956年（昭和31年）秋に宇田の娘婿である斎藤茂太が引き継ぐことになり、1957年（昭和32年）4月1日、「斎藤病院」として再発足した。
1988年（昭和63年）6月、四谷の斎藤神経科が閉院し、府中の斎藤病院に統合された。長年にわたり個人病院であったが、1992年（平成4年）11月、医療法人財団赤光会が設立され、その管轄下に移行した。
1994年（平成6年）4月、茂太の次男である斎藤章二が斎藤病院院長に就任、2002年（平成14年）4月からは理事長も兼任している。